# Josef Eisenkolb
Josef Eisenkolb (* 8. September 1821 in Lowrin, Kaisertum Österreich; † 1. April 1899 in Lovrin, Königreich Ungarn) war ein rumäniendeutscher Lehrer und Komponist.

## Leben
Eisenkolb besuchte das Lehrerseminar in Temeswar, das er 1838 mit Auszeichnung abschloss. Er wirkte dann in seiner Heimatstadt als Unterlehrer (bis 1841), Oberlehrer und wurde 1875 zum Lovriner Schuldirektor gewählt. Zu seinen Kompositionen zählt neben kirchenmusikalischen Werken wie dem  Klagegesang (Bei dem Kreuz die schmerzenreiche Mutter stand) für gemischten Chor, Ein Herz ist uns geschenket (1890, mit Orgelnachspiel), Komm Schöpfer Geist (1890) für Männerchor und Orchester, einem Kyrie (Vor deinem Gnadenthrone), einem Gloria (O Schöpfer, sei geehret) und einer Messe für gemischten Chor auch die Croquet-Polka, eine Schnellpolka für großes Symphonieorchester. Von seinen fünf Kindern wurde Aurel Eisenkolb ebenfalls als Komponist bekannt, wie auch sein jüngerer Bruder Kaspar Eisenkolb.